# Clara Montalba
Clara Fredrica Montalba (* 2. August 1840 in Cheltenham, Gloucestershire; † 13. August 1929 in Venedig) war eine englische Aquarellmalerin.

## Leben
Sie war die älteste von vier Töchtern des aus Schweden stammenden Anthony Rubens Montalba und der Emeline Davies. 1867 bis 1869 war sie eine Schülerin von Eugène Isabey in Paris. Ab 1874 malte sie in London und Venedig an der Accademia di belle arti. 1874 wurde sie Mitglied der Royal Watercolour Society, 1876 der Société nationale des aquarellistes et pastellistes in Belgien und 1879 der Hollandsche Teekenmaatschappij in Den Haag. Die frühe Frauenrechtlerin Millicent Garrett Fawcett nannte sie 1886 als eine von zwanzig Frauen, die die Bewegung „warm help and support“ unterstützt hatte. Sie und ihre Schwester Henrietta Montalba waren mit der Prinzessin Louise befreundet.

## Werke (Auswahl)

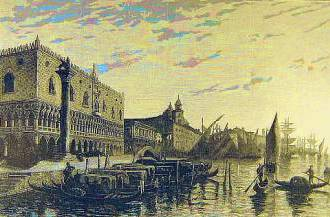
Piazzetta (der Platz St. Marco) in Venedig
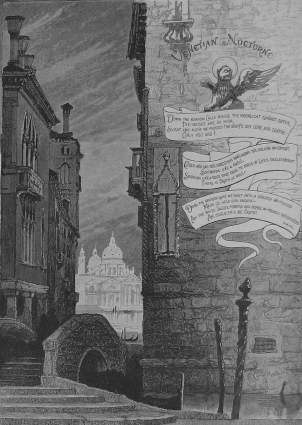
Blick auf St. Marcus
Blick auf Aylsham

- Die letzte Reise (Ölgemälde)
- Die Blackfriarsbrücke
- Fischerboote in Venedig
- Ecke der St. Marcuskirche in Venedig
- Einsegnung eines Grabmals in der Westminster Abbey